# Мејнленд (Шетландска острва)
Мејнленд (енгл. Shetland Mainland) је једно од Британских острва које припада Уједињеном Краљевству, односно Шкотској. Налази се у Северном мору и део је ужег архипелага Шетландска острва. Површина острва износи 969 km². Према попису из 2001. на острву је живело 17.550 становника.